# ابو بلاس
ابو بلاس (به عربی: أبو بلاس) (تپه سفالی) یک محوطه باستان‌شناسی در صحرای لیبی مصر است. در حدود ۲۰۰ کیلومتری (۱۲۰ مایلی) جنوب غربی واحه‌های داخلا قرار دارد و از دو مخروط ماسه‌سنگ جدا شده در صحرای مسطح تشکیل شده‌است. هر دو تپه با سفال‌های مصری پوشیده شده‌اند. این محوطه در سال‌های ۱۹۱۸ و ۱۹۲۳ کشف شد.

## اشغال دوران نوسنگی
محققان معتقدند که منطقه ابو بلاس در دوران نوسنگی از حدود ۸۷۰۰ قبل از میلاد تا حدود ۵۷۰۰ پیش از میلاد اشغال شده‌است. آنها شرایط محیطی را عامل توقف ناگهانی اشغال انسان در آنجا می‌دانند.

## مسیر ابو بلاس
ماهیت این محوطه باستانی برای مدت طولانی یک راز بود. تحقیقات جدیدتر نشان داده‌است که این مکان ایستگاهی در یک جاده کویری باستانی به نام مسیر ابو بالاس بوده‌است که واحه داکلا را به گیلف کبیر و جبل اوئنات متصل می‌کرد. برخی از محققان معتقدند که ابو بالاس نقطه عطفی از مسیر تجاری مصر باستان به آفریقای مرکزی یا برای اکتشاف مواد معدنی بوده‌است. این مکان در پادشاهی کهن مصر یا دوره نخست میانی مصر شکل گرفت، زمانی که برخی از مقامات تصمیم گرفتند انبارهای تدارکاتی را در مسیری در بیابان بسازند. ابوبلاس یکی از بزرگ‌ترین‌ها بود. علاوه بر ظروف سفالی، برخی از سنگ‌تراش‌ها، ابزار سنگی و حتی یک تخته بازی سینیت که بر روی سنگی حکاکی شده بود، کشف شد. هیچ منبع آبی در این نزدیکی وجود ندارد، ظاهراً تمام آب و غذا از واحه‌های داخلا با الاغ به اینجا آورده شده‌است. به احتمال زیاد مردم فقط برای مدت کوتاهی در اینجا زندگی می‌کردند. جاده بیابانی عمدتاً در پایان پادشاهی کهن مصر و به میزان کمتری در دوره دوم میانی مصر و در پادشاهی نوین مصر مورد استفاده قرار می‌گرفت.

## نگارخانه

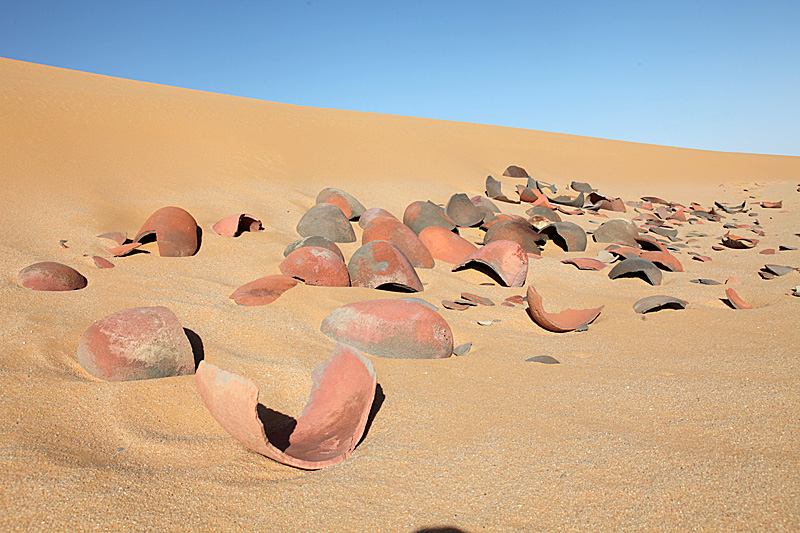
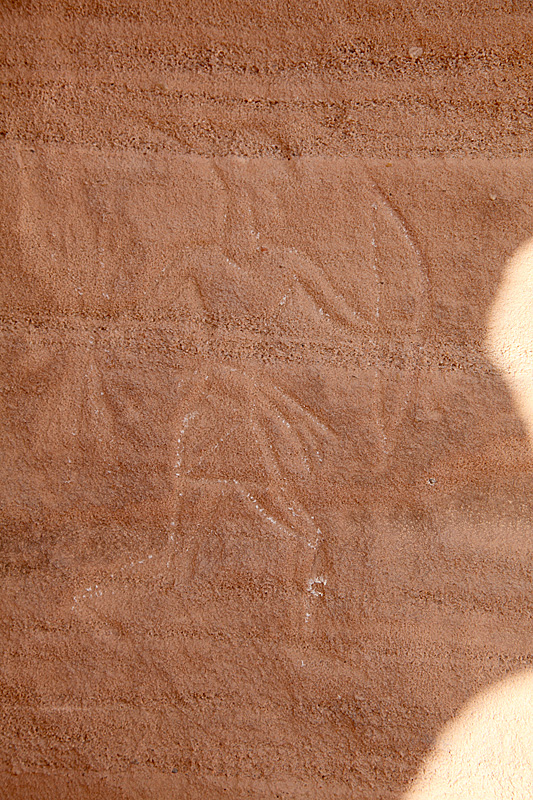
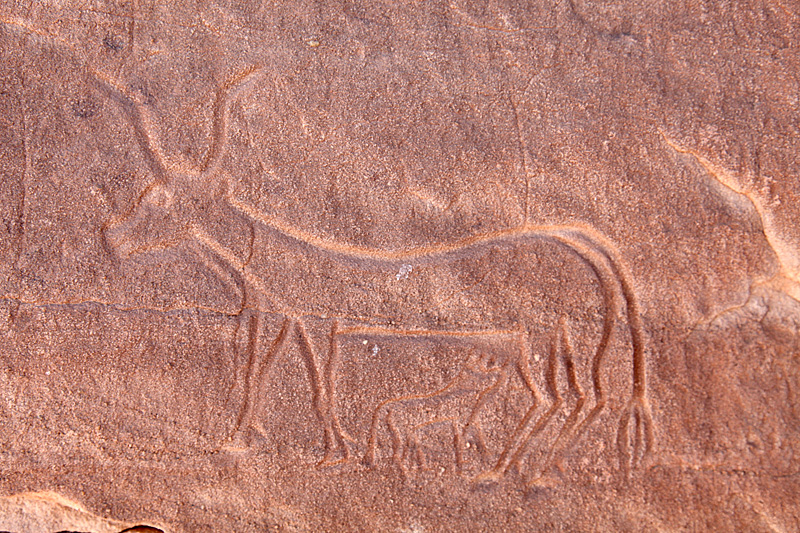